# 施图滕塞
施图滕塞（發音：[ˈʃtuːtn̩zeː] ⓘ）是德国巴登-符腾堡州卡尔斯鲁厄行政区卡尔斯鲁厄县的城市，面积45.68平方千米，2023年12月31日人口为25,311人。